# Hermannplatz
Pour la station de métro, voir Hermannplatz (métro de Berlin).
Hermannplatz (« place Hermann » en allemand) est une place publique du nord de Berlin-Neukölln en Allemagne. Elle porte ce nom depuis le 9 septembre 1885.

## Étymologie
Comme pour la rue Hermannstraße y aboutissant, la place est nommée en l'honneur d'Arminius, connu en allemand sous le nom d'Hermann le Chérusque (Hermann der Cherusker). Cependant, le nom est également couramment rapporté à Hermann Boddin (1844 - 1907) qui était de 1899 à sa mort le bourgmestre de Rixdorf, aujourd'hui division de Berlin-Neukölln.

## Situation
Au contraire de la plupart des places publiques berlinoises, Hermannplatz ne constituait pas le centre d'un village historique, mais un carrefour sur une voie qui menait de Berlin à Mittenwalde en passant par Rixdorf.
Les rues tenantes et aboutissantes d'Hermannplatz sont Kottbusser Damm, Urbanstraße (de), Sonnenallee, Karl-Marx-Straße, Hasenheide (de), Hermannstraße. Le jardin public Hasenheide se trouve non loin de la place, au sud-ouest de celle-ci.
Bien que la place se situe à Berlin-Neukölln, le centre commercial qui constitue la façade occidentale de la place se trouve à Berlin-Kreuzberg. La place est souvent considérée comme la porte de Kreuzberg à Neukölln.

## Usage
La place est utilisée pour un marché d'une trentaine d'étals, avec nombre de revendeurs proposant des denrées alimentaires en provenance de la Spreewald ou de la Méditerranée, entre autres... Des produits bios, de la charcuterie, de la poissonnerie, des fleuristes mais aussi des produits maraîchers. Le marché n'est pas uniquement alimentaire puisque certains stands se spécialisent dans le textile ou l'horlogerie. Le marché est ouvert du lundi au vendredi de 10 h à 18 h et le samedi de 10 h à 16 h.

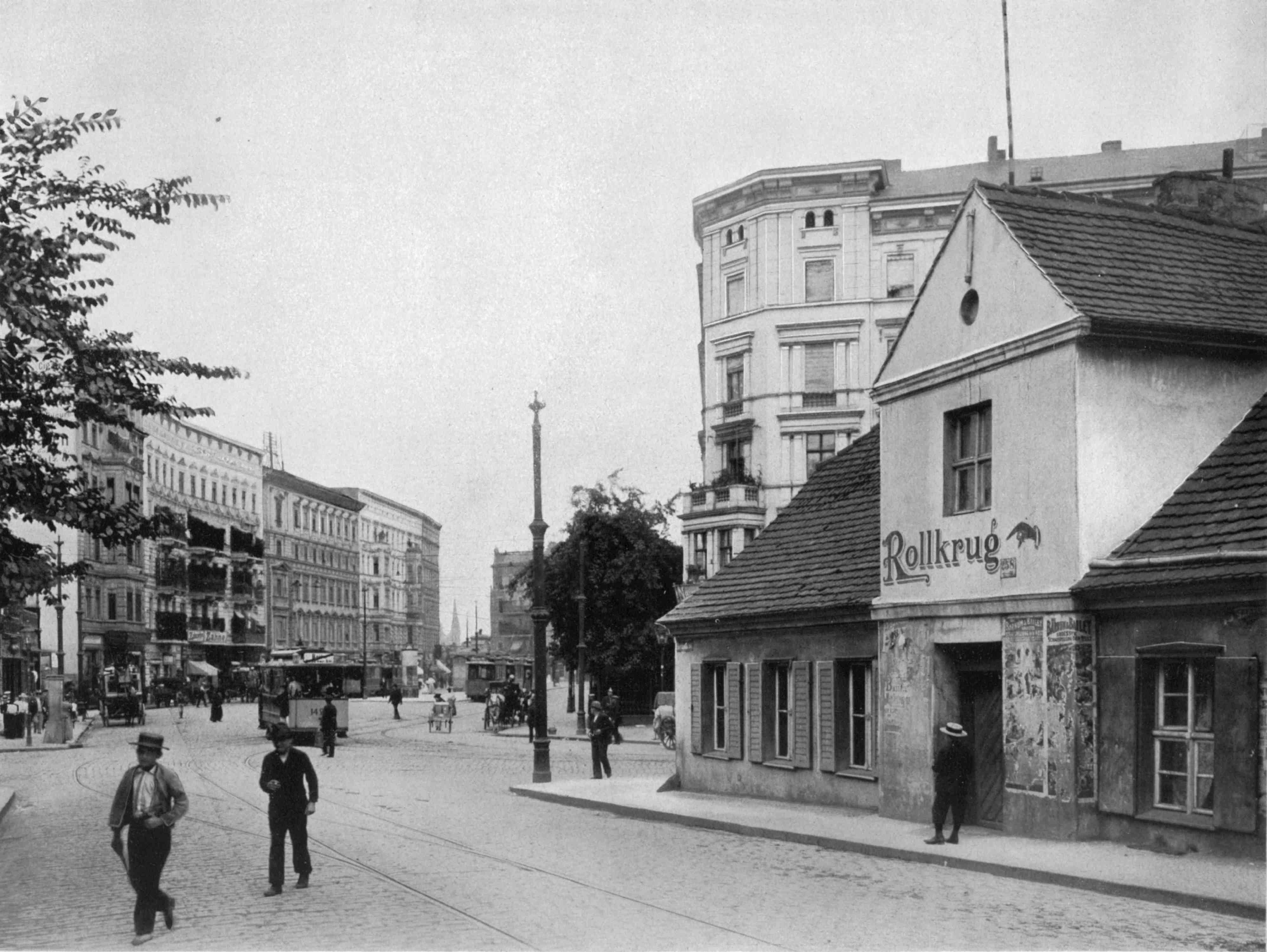
L'auberge Rollkrug et la place en arrière-plan vers 1900.
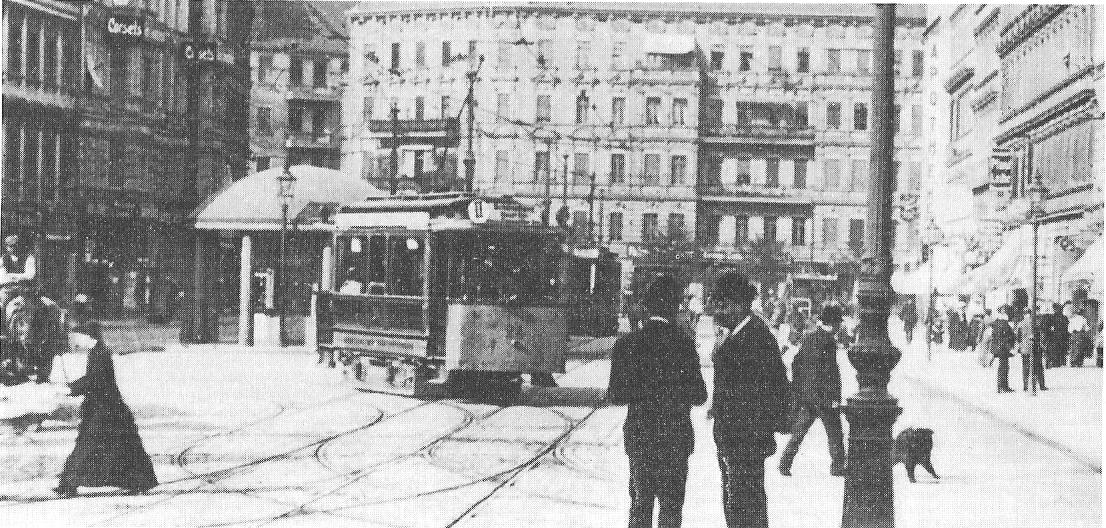
La place en 1907.
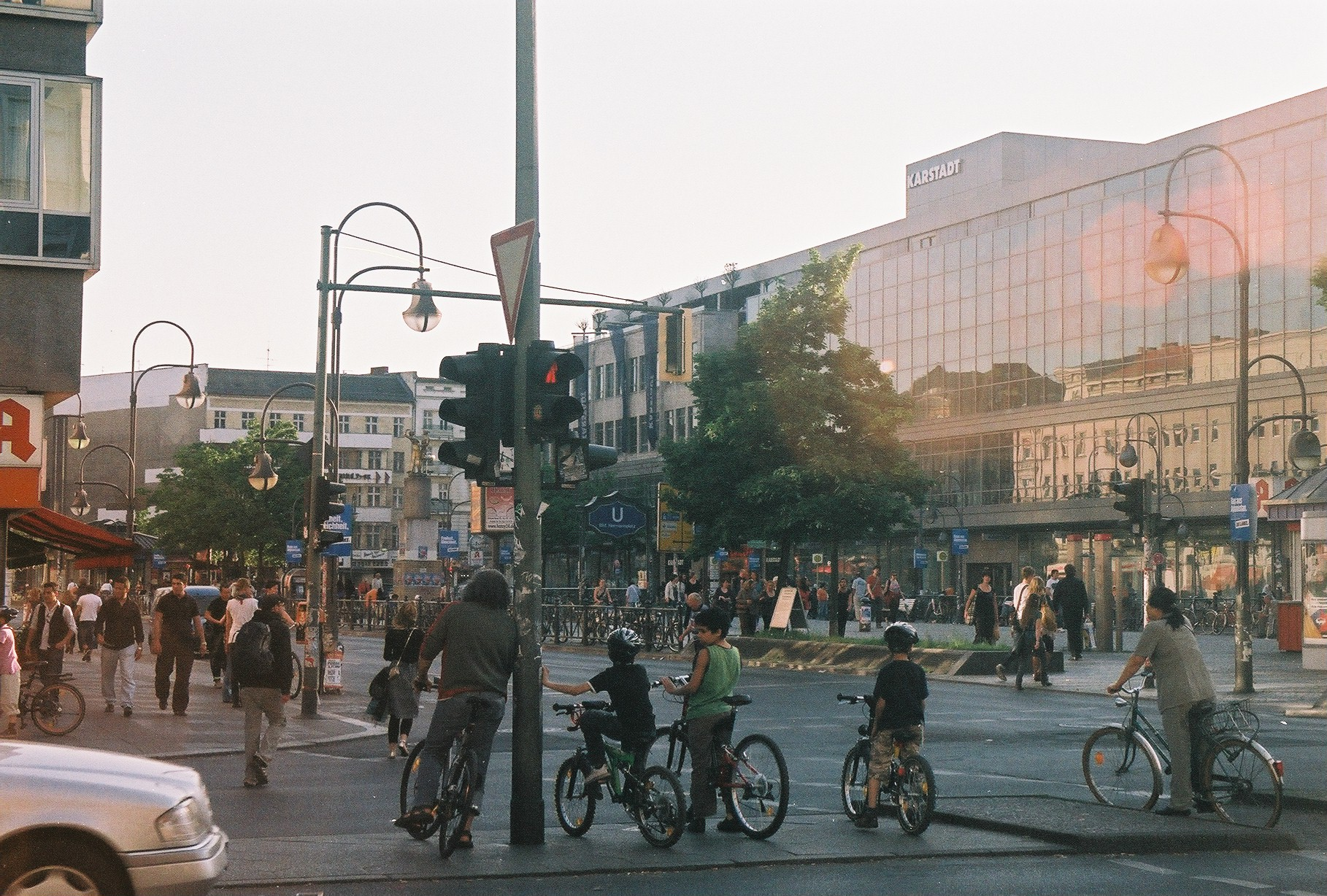
Circulation automobile et cycliste à Hermannplatz au printemps 2009.
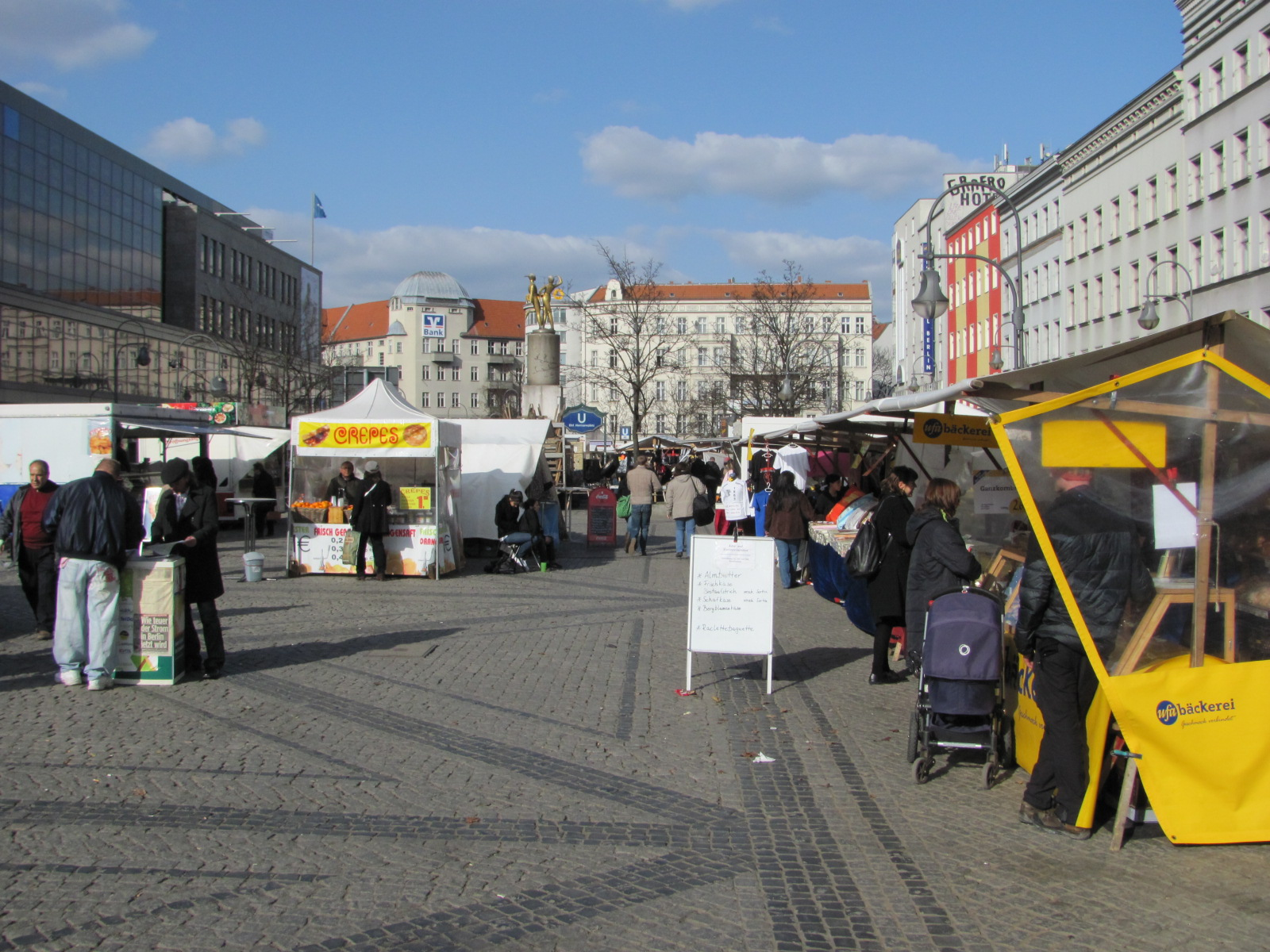
Marché sur la place le jeudi 24 mars 2011.
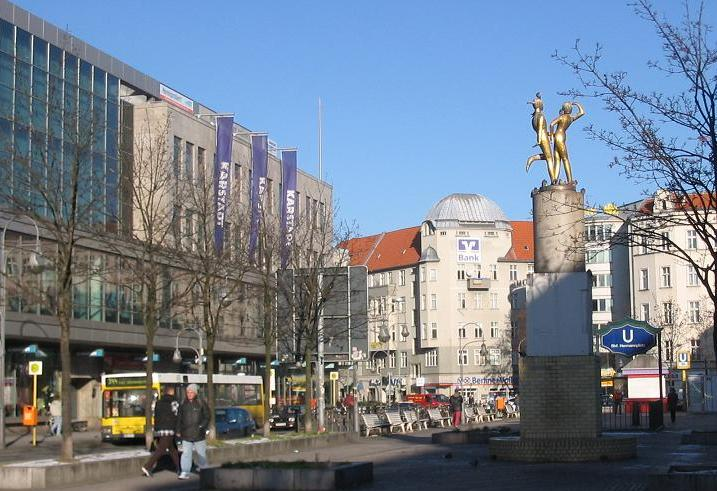
La place en novembre 2005, avec la bouche de métro, le centre commercial Karstadt et la statue centrale du couple de danseurs (Tanzendes Paar) sculpté par Joachim Schmettau (de) en 1985.

## Centre commercial Karstadt
Le bâtiment du centre commercial de la chaîne Karstadt a été construit de 1927 à 1929 par l'architecte Philipp Schaefer. C'était à l'époque avec 72 000 m² un des centres commerciaux les plus modernes d'Europe. Épargné par les bombardements alliés de la Seconde Guerre mondiale, il a été détruit le 25 avril 1945 par les Waffen-SS pour éviter que le bâtiment et les victuailles en stock à l'intérieur ne tombent aux mains de l'armée rouge.
Une partie du centre commercial sur la rue Hasenheide était resté debout. La reconstruction du bâtiment a commencé en 1950, menée par l'architecte Alfred Busse. La structure s'est agrandie pour, après plusieurs agrandissements, résulter dans le centre commercial d'aujourd'hui.

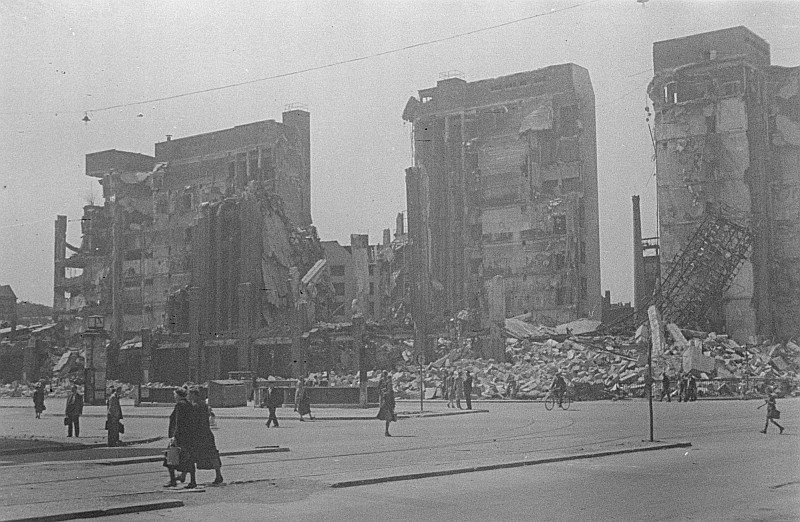
Le bâtiment Karstadt détruit en 1945.
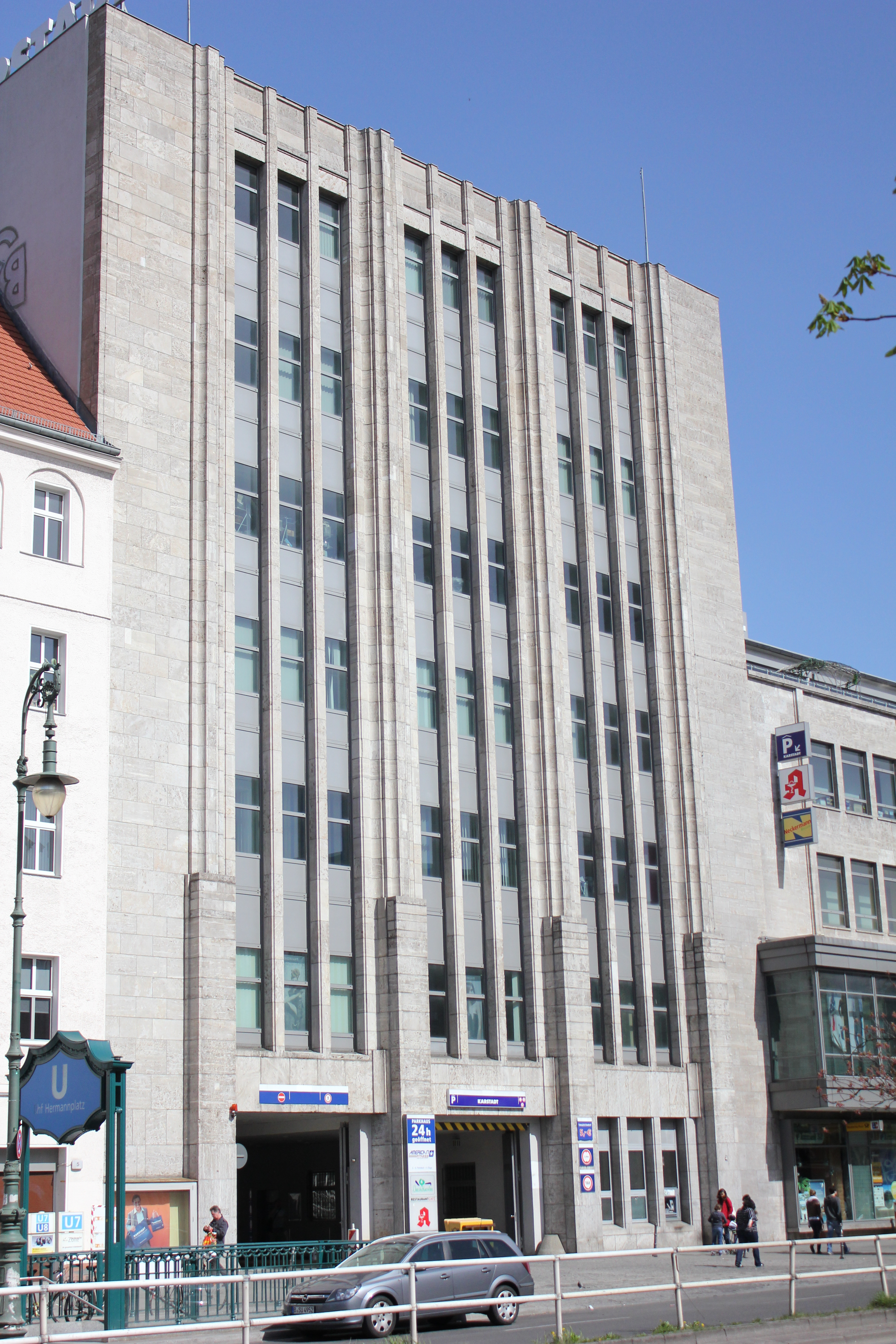
La façade du Karstadt sur l'Hermannplatz en avril 2011.
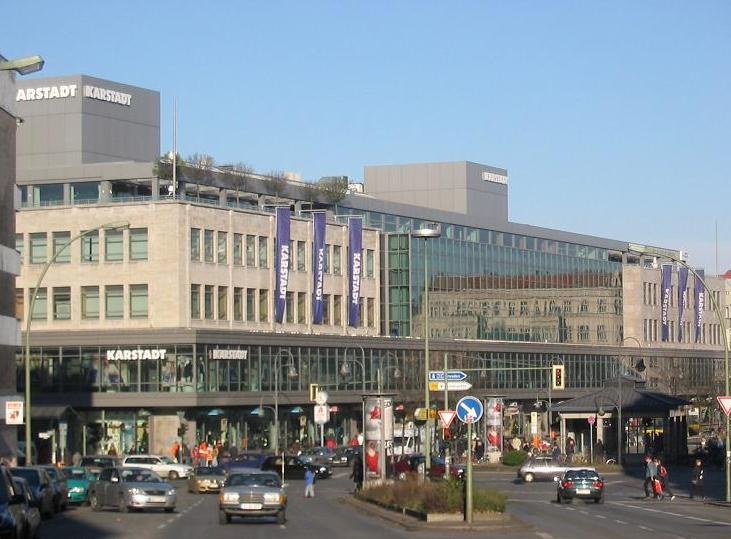
Le centre commercial pris en novembre 2005
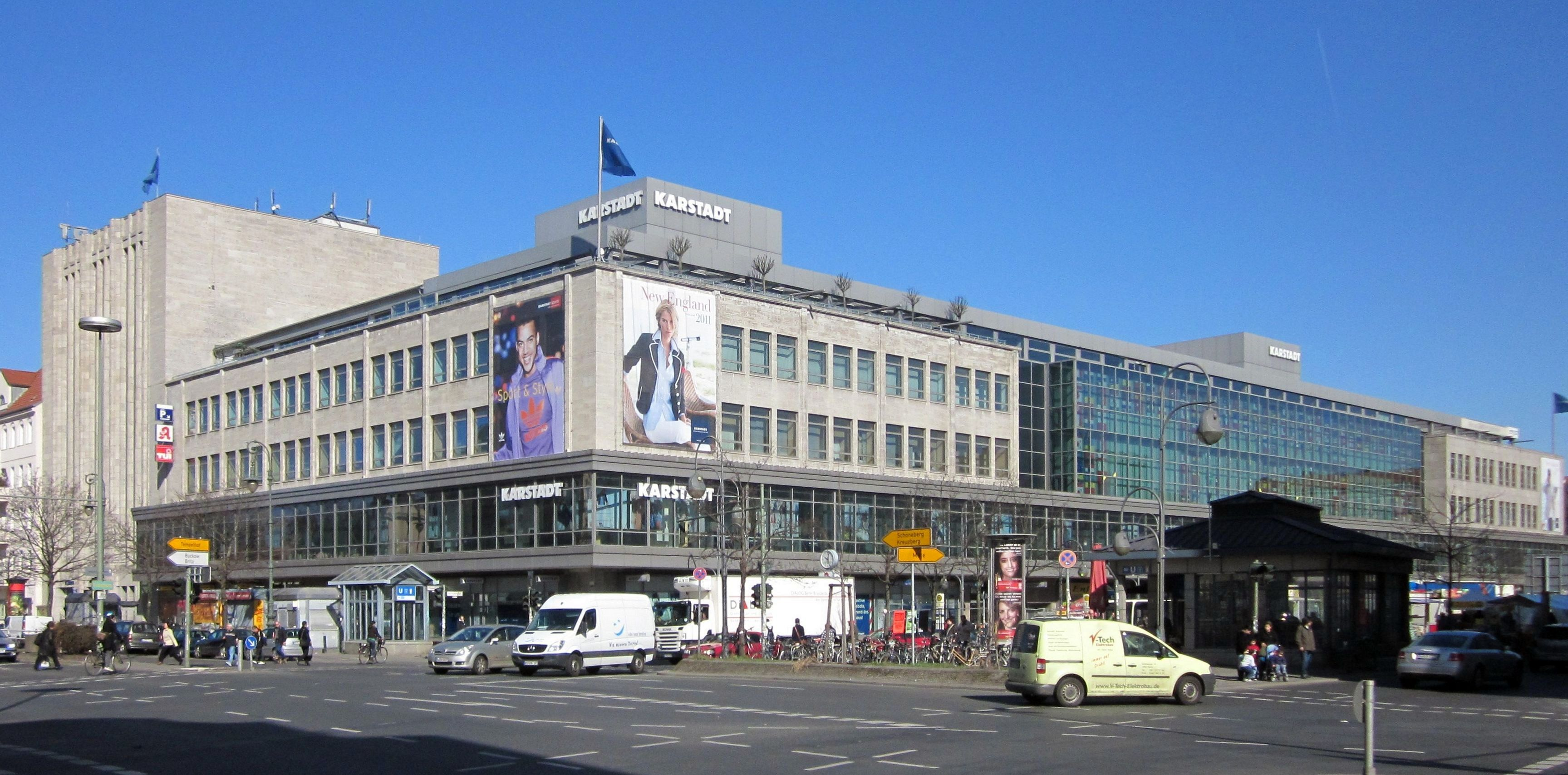
Cliché de mars 2011. Le centre constitue l'angle entre l'Hermannplatz et la rue Hasenheide.

## Accès
Outre la station de métro éponyme sous la place où se croisent les lignes U7 et U8, la place est desservie par les lignes d'autobus 171, 194, 344, M29 et M41.